# Викрадення (фільм, 1984)
«Викрадення» («Похищение») — радянський художній фільм 1984 року, знятий режисером Віталієм Тарасенком на кіностудії «Мосфільм».

## Сюжет
Зрозумівши, що шестирічний Бориска завдяки старанням бабусі та дідуся перетворюється на заласканого деспота, тато не витримав і, скориставшись від'їздом дружини, викрав сина та поїхав з ним з міста.

## У ролях
- Михайло Єфімов — Рис (Боря)
- Олександр Фатюшин — Олександр Львов, тато
- Олена Бондарчук — Віра, Мама
- Любов Соколова — Ніна Григорівна, мати Олександра
- Петро Щербаков — Леонід, батько Олександра
- Володимир Самойлов — Володимир Якович, ветфельдшер
- Віра Кузнєцова — Ганна Василівна
- Юрій Медведєв — Федір Захарович, завгосп
- Юрій Саранцев — Василь Андрійович, головний
- Дар'я Тарасенко — Даша, онука Володимира Яковича
- Віктор Уральський — єгер
- Харій Швейц — браконьєр
- Володимир Баскаков — епізод
- В. Ільїн — епізод
- Зінаїда Кулакова — сусідка
- Л. Сердюкова — епізод
- Павло Скороходов — мисливець

## Знімальна група
- Режисер — Віталій Тарасенко
- Сценарист — Євген Дубровін
- Оператор — Олександр Харитонов
- Композитор — Ігор Космачов
- Художник — Василь Голіков